# Take My Breath Away
"Take My Breath Away" er navnet på en kærlighedssang fra filmen Top Gun (1986). Sangen blev fremført af bandet Berlin, og var skrevet af Giorgio Moroder og Tom Whitlock. Den vandt en Oscar for bedste sang, og en Golden Globe for bedste originale sang i 1986.

## Baggrund
I forbindelse med produktionen af filmen Top Gun i 1986, havde man kun fundet tema-melodien til filmen, men de resterende sange var endnu ikke fundet. På et tidspunkt manglende man en sang med et kærlighedstema i. Man henvendte sig derfor til succesproduceren Giorgio Moroder der påtog sig opgaven. Han satte sig ind i sit studie og fik lavet musikken til nummeret, samt linjen "Take my breath away". Herefter skulle en sangskriver skrive resten af teksten til sangen. Denne sangskriver blev hans daværende mekaniker, Tom Whitlock, der havde nævnt for ham, at han gerne ville til at skrive nogle sange. På køreturen hjem, fik Tom Whitlock, ifølge ham selv, mere eller mindre skrevet hele teksten til sangen. Det næste problem bestod i at finde en ordentlig sanger eller sangerinde til sangen. Valget endte med at stå mellem Martha Davis fra The Motels og Terri Nunn fra Berlin - hvor sidstnævnte endte med at få æren. Grundet modvilje mod sangen fra Berlins grundlægger John Crawford, endte bandet med at gå i opløsning i 1987.

## Hitlister
| Hitliste (1986)                              | Højeste placering |
| -------------------------------------------- | ----------------- |
| Østrig (Ö3 Austria Top 40)                   | 4                 |
| Belgien (Ultratop 50 Flanderen)              | 1                 |
| Canada (RPM)                                 | 2                 |
| Canada Adult Contemporary (RPM)              | 1                 |
| Finland (Suomen virallinen lista)            | 15                |
| Frankrig (SNEP)                              | 2                 |
| Tyskland (Official German Charts)            | 3                 |
| Irland (IRMA)                                | 1                 |
| Italien (FIMI)                               | 5                 |
| Holland (Dutch Top 40)                       | 1                 |
| New Zealand (RIANZ)                          | 4                 |
| Norge (VG-lista)                             | 4                 |
| Spanien (AFYVE)                              | 2                 |
| Sverige (Sverigetopplistan)                  | 2                 |
| Schweiz (Schweizer Hitparade)                | 2                 |
| Storbritannien (The Official Charts Company) | 1                 |
| U.S. Billboard Hot 100                       | 1                 |
| U.S. Billboard Hot Adult Contemporary Tracks | 3                 |
| Hitliste (1988)                              | Højeste placering |
| UK Singles Chart                             | 52                |
| Hitliste (1990)                              | Højeste placering |
| Irske Singles Chart                          | 7                 |
| UK Singles Chart                             | 3                 |